# Stanisław Juchnicki
Stanisław Juchnicki (ur. 22 października 1909 w Białymstoku, zm. 26 lipca 1974) – polski polityk, poseł na Sejm PRL III, IV i V kadencji (1961–1972), przewodniczący prezydium Wojewódzkiej Rady Narodowej w Białymstoku (1956–1958).

## Życiorys
Syn Józefa i Rozalii. Z zawodu włókniarz, posiadał wykształcenie podstawowe. W latach 1937–1939 i 1945–1948 należał do Polskiej Partii Socjalistycznej. W 1948 przez kilka miesięcy był przewodniczącym Wojewódzkiego Komitetu PPS w Białymstoku. W grudniu tego samego roku przystąpił wraz z tą formacją do Polskiej Zjednoczonej Partii Robotniczej. W latach 1949–1950 i 1956–1969 członek egzekutywy Komitetu Wojewódzkiego PZPR w Białymstoku, a w latach 1950–1951 i 1952–1954 kierownik Wydziału Ekonomicznego tego komitetu. Od 1953 na trzyletnim Studium Zaocznym przy KC PZPR. Od 1 grudnia 1954 do 1 grudnia 1956 zastępca przewodniczącego, a następnie do 7 lutego 1958 przewodniczący prezydium Wojewódzkiej Rady Narodowej w Białymstoku (później do 16 kwietnia 1961 ponownie zastępca przewodniczącego). W 1961 został wybrany na posła na Sejm PRL z okręgu Łomża i na przewodniczącego Wojewódzkiego Komitetu Frontu Jedności Narodu w Białymstoku. Mandat posła uzyskiwał także w 1965 i 1969.
Pochowany na cmentarzu miejskim przy ul. Wysockiego w Białymstoku.

## Odznaczenia
- Order Sztandaru Pracy II klasy
- Krzyż Kawalerski Orderu Odrodzenia Polski
- Złoty Krzyż Zasługi
- Odznaka 1000-lecia Państwa Polskiego (1966)[2]